# Amphisbaena polygrammica
Amphisbaena polygrammica este o specie de reptile din genul Amphisbaena, familia Amphisbaenidae, ordinul Squamata, descrisă de Werner 1900. Conform Catalogue of Life specia Amphisbaena polygrammica nu are subspecii cunoscute.